# Terentang (Banyuasin III)
Terentang is een bestuurslaag in het regentschap Banyuasin van de provincie Zuid-Sumatra, Indonesië. Terentang telt 1192 inwoners (volkstelling 2010).